# Valentiniens (peuple)
Pour les articles homonymes, voir Valentini.
Les Valentini sont un ancien peuple antique de Sardaigne.

## Histoire
Décrits par Ptolémée (III, 3), les Valentini habitaient au Sud des Scapitani et des Siculensi et au Nord des Salcitani et des Noritani. Leur capitale était Valentia, l'actuelle Nuragus.